# Johan Bülow (overpræsident)
 Der er flere personer med dette navn, se Johan Bülow (flertydig).
Johan Keller Bülow (10. april 1885 i København – 6. december 1945) var en dansk embedsmand og overpræsident i København 1928-45.
Han var søn af direktør i Bikuben Sophus Bülow, blev student fra Metropolitanskolen 1902, cand.jur. 1907, overretssagfører 1911, assistent i Indenrigsministeriet fra 1909, fuldmægtig 1918, ekspeditionssekretær året efter og kontorchef 1921. Fra 1924 var han i Socialministeriet, hvor han fra 1925 var departementschef, året efter i Ministeriet for Sundhedsvæsen.
Han var desuden sekretær i Boligkommissionen 1916-20, chef for Indenrigsministeriets Boligafdeling 1927-25, sekretær for Provinshandelskammeret 1918-28, forretningsfører for Carnegies Belønningsfond 1920-28, formand for Danske Statsembedsmænds Samråd og Ministerialforeningen 1924-28, formand for Socialrådet og Indenrigsministeriets Arbejdsudvalg 1925-28, formand for Statens Forligsmænd i Arbejdsstridigheder, medlem af Nationalbankens repræsentantskab, af livsforsikringsselskabet Hafnias kontrolkomité og af bestyrelserne for Finsens medicinske Lysinstitut og Dronning Louises Børnehospital. Formand for den danske styrelse af Nordiske Administrative Forbund fra 1929. Han blev Ridder af Dannebrog 1922, Dannebrogsmand 1927, fik Fortjenstmedaljen i guld 1930, Kommandør af 2. grad 1933 og senere Kommandør af 1. grad. Han modtog adskillige udenlandske ordener.